# Petshop of Horrors
A Petshop of Horrors (恐怖宠物店) japán horror manga, amelyet Matsuri Akino alkotott. A történet középpontjában a rejtélyes D gróf áll aki nem kevésbé rejtélyes állatkereskedést vezet.
A mangát először az Ohzora Comic Creation kiadó jelentette meg japánban 1995-ben. A tíz kötet 41 fejezetet foglal magában. Az Egyesült Államokban és Németországban a Tokyopop adta ki a művet. A történet folytatásaként 2005-ben jelent meg japánban a Sin (új) Petshop of Horrors (新Pet Shop of Horrors).
1999-ben a Madhouse kiadó forgalmazásában mangából egy négyrészes OVA is készült, mely a manga négy fejezetét dolgozza fel. Az OVA-t az Egyesült Államokban az Urban Vision adta ki.

## Cselekmény
A San Francisco szívében található Chinatownban van titokzatos állatkereskedés melynek, melynek tulajdonosa egy magát D grófnak nevező férfi. Az állatkereskedésről azt beszélik, hogy ott bármilyen ritka és különleges állat beszerezhető, amit a vásárló csak akar. A különleges teremtményeket azonban csak szigorú szabályok mellett tarthatják úgy gazdáik, melyeket általában D gróf három szabályban foglal össze. Amennyiben a vásárló megszegi ezeket a szabályokat az állatkereskedés nem vállal felelősséget a következményekért amik az esetek többségében végzetesek a vásárlóra nézve.

## Szereplők

### Főszereplők
- D (伯爵D )

D, vagy ahogyan legtöbben hívják, D gróf az állatkereskedés vezetője, aki nagyapja távollétében vezeti az üzletet. A grófi cím valójában nagyapjáé, őt pedig csak azért hívja mindenki szintén grófnak mivel összetévesztik nagyapjával. Megjelenésében nőies szépségű, és finom modorú férfi, kinek mottója, hogy „álmokat és reményt” kínál vásárlói számára. Ez azonban sokszor a vásárló halálához vezet, igaz önhibájukból, mivel nem tartják be a megvásárolt állatokhoz csatolt feltételeket. D többre tartja állatait mint az embereket, és egy állat halála jobban megrázza mint egy emberé. D gyengéje az édesség.
- Leon Orcot (レオン・オルコット )

Leon Orcot fiatal, forrófejű rendőrnyomozó aki a városban történt titokzatos halálesetek ügyében nyomoz. Lévén a halálesetek közötti egyetlen összefüggés, hogy az áldozatok D állatkereskedésének rendszeres vagy alkalmi vásárlói voltak, Leon megszállottan próbálja D-re rábizonyítani a gyilkosságokat.

## A manga
A manga tíz kötetben jelent meg, és kötetenként négy-négy fejezetet tartalmaz, valamint egy „állatkatalógust”, mely a kötetben szereplő állatokról tartalmaz némi összefoglaló információt. A manga eddig japán, kínai, angol és német nyelven jelent meg nyomtatott formában. Az új sorozat, a Sin Petshop of Horrors, eddig japánul és kínaiul került kiadásra.
Az egyes fejezetek címei, az eredeti japán mangában is, angolul szerepelnek és mindegyik a d-betűvel kezdődik, mely utalhat a főszereplő, D nevére. Érdekesség, hogy a d-betű a latin ábécé negyedik betűje, ami összefüggésben lehet az egy kötetben található fejezetek számával. A kínai számmisztikában a négy szerencsétlen szám, mivel kiejtésben egybeesik a „halál”, „meghal” szó hangzásával, ami szintén utalás lehet arra, hogy a fejezetek végén az állatkereskedés legtöbb vásárlója életét veszti.